# Ivana Andrés
Ivana Andrés (født 13. juli 1994) er en kvindelig spansk fodboldspiller, der spiller forsvar for Real Madrid i Primera División og Spaniens kvindefodboldlandshold. Hun har tidligere spillet for Levante og Valencia.
Hun fik sin officielle debut på det spanske landshold i juni 2015, hvor hun efterfølgende blev udtaget til VM i fodbold 2015 i Canada og VM 2019 i Frankrig. Derefter blev hun også udtaget til landstræner Jorge Vildas officielle trup mod EM i fodbold for kvinder 2022 i England.